# Articolazione

Articolazione (diartrosi)

Articolazione coxo-femorale (enartrosi); nell'animazione sono evidenziati solo i movimenti di adduzione e abduzione.

Un'articolazione è una struttura anatomica che mantiene in contiguità due o più superfici ossee, interconnesse tramite i tessuti connettivi.
A seconda della loro differente mobilità, cioè della loro escursione, le articolazioni possono essere di tipo mobile (ad esempio l'articolazione della spalla), semimobile (fra le vertebre) o fisso (ossa del cranio). Si dividono in sinartrosi (che includono le anfiartrosi, separate in altre classificazioni) e diartrosi, come quelle a sfera, condilo, troclea, trocoide, a sella ecc.
Il termine "giuntura" comprende il significato di "articolazione", ma include anche le ossa che non possono muoversi l'una rispetto all'altra.

## Sinartrosi
Le sinartrosi sono dispositivi giunzionali tra due capi ossei continui. Sono immobili. Possono essere suddivise in tre sottocategorie rispetto al tessuto connettivo che si interpone tra gli stessi capi ossei:
1) sinfibrosi (tessuto fibroso) (esempio particolare: sinfisi pubica che in verità sarebbe una sincondrosi data la presenza di un disco fibrocartilagineo fra i capi ossei, ma che non può andare, o molto raramente, incontro a ossificazione come le normali sincondrosi che diventano sinostosi)
2) sincondrosi (tessuto cartilagineo ialino)
3) sinostosi (mera unione dei capi ossei, esempio: ossa del cranio individuo adulto).

### Sinfibrosi e anfiartrosi
Nelle sinfibrosi, o articolazioni fibrose, il tessuto di unione è prevalentemente costituito da connettivo ricco di collagene, e in alcuni casi abbondante in fibre elastiche. Si distinguono all'interno delle articolazioni fibrose tre diverse categorie: suture, gonfosi e schindilesi. Queste sono articolazioni immobili. Le anfiartrosi includono invece le sinfisi, e sono articolazioni ipomobili, ossia con limitate possibilità di movimento.

#### Sindesmosi
Le sindesmosi sono articolazioni fibrose in cui il mezzo di unione tra le due ossa che vanno ad articolarsi è un legamento interosseo, una sottile corda fibrosa o una membrana aponevrotica. Ne sono un esempio l'articolazione radio-ulnare media, la tibio-fibulare distale.

#### Gonfosi
Le gonfosi, o articolazioni a piolo-alveolo o alveolodentarie, non sono considerate una vera e propria articolazione, in quanto non prevedono l'unione di segmenti ossei: sono caratteristiche della fissazione dei denti nelle proprie cavità alveolari. La fissazione avviene grazie al collagene del parodonto che connette il cemento del dente all'osso mandibolare o mascellare.

### Sincondrosi
Le sincondrosi sono caratterizzate dalla presenza di un sottile strato di cartilagine che può, col tempo, essere sostituito da tessuto osseo, determinando la trasformazione della sincondrosi in sinostosi.
Classici esempi di sincondrosi sono l'articolazione sterno-costale della prima costa e le varie articolazioni che si instaurano durante lo sviluppo di ossa lunghe tra epifisi e diafisi.

### Sinfisi
Le sinfisi presentano un disco fibrocartilagineo di connessione, le superfici articolari delle ossa a contatto con il disco fibrocartilagineo della sinfisi sono rivestite da cartilagine fibrosa. Esempi sono la sinfisi pubica e mentoniera, l'articolazione tra i corpi delle vertebre (anfiartrosi) e quella tra il manubrio e il corpo dello sterno. La maggior parte delle sinfisi non va incontro a sinostosi, sussistono tuttavia alcune eccezioni.

## Diartrosi

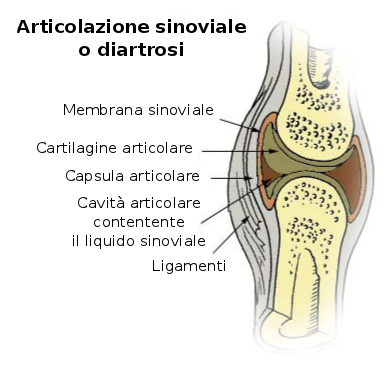
Illustrazione di una articolazione sinoviale (diartrosi)

Le diartrosi sono dispositivi giunzionali tra due capi ossei contigui. Questo tipo di articolazione permette un certo grado di mobilità alle ossa affrontate. Nelle diartrosi i capi ossei sono rivestiti da cartilagine ialina la quale svolge una funzione motoria di compressibilità ed elasticità. La cartilagine consta di tre strati di collagene (profondo, intermedio e superficiale).
Le diartrosi possono, inoltre, essere armoniche, con capi ossei corrispondenti, e disarmoniche; in tal caso le discordanze sono eliminate tramite i menischi fibrocartilaginei. Questi permettono scambi nutritivi e una maggiore sollecitazione meccanica. Esternamente la capsula articolare, un manicotto fibroso, ricopre l'intera articolazione, fissandosi ai margini della cartilagine.
Profondamente ad essa si trova la membrana sinoviale che può essere: semplice se ridotta ad un esile strato fibroso o complessa se spessa e ricca di cellule, vasi e nervi. L'articolazione è costituita anche da legamenti a distanza o periferici. Infine la cavità articolare è lo spazio presente tra i capi ossei e capsula articolare ripieno di liquido sinoviale (funzione nutritiva) proveniente dal plasma sanguigno e arricchito con sostanze nutritive; attutisce gli urti.
Le diartrosi possono essere classificate come:

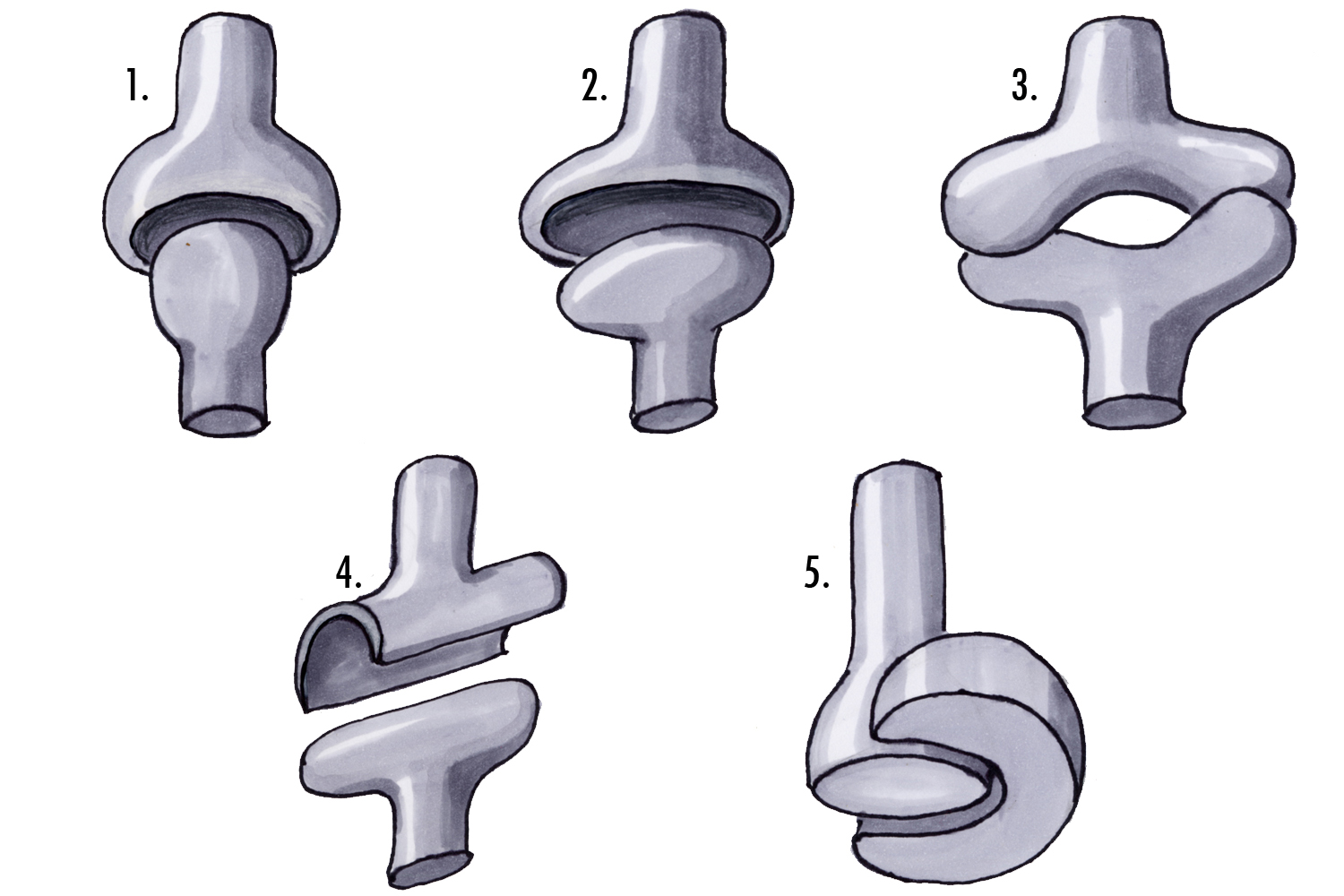
Diartrosi:
1-enartrosi; 2-condiloartrosi; 3-a sella; 4-ginglimo angolare; 5-ginglimo laterale;

### Artrodie
Le due superfici articolari sono pianeggianti e consentono solo movimenti di scivolamento dei due capi articolari, (non consentono movimenti angolari) un esempio sono quelle tra i processi articolari delle vertebre. Poiché la capsula di un'articolazione a superfici piane è sempre tesa, il movimento concesso è limitato (traslazione o scivolamento) ma multidirezionale (uniassiale).

### Enartrosi
I due capi ossei sono "sferici", uno concavo e l'altro convesso e compiono movimenti angolari su tutti i piani, inclusa la rotazione. I capi articolari, sempre a contatto, ruotano reciprocamente e così le relativi diafisi compiono movimenti angolari su tutti i piani. Un esempio è l'articolazione coxo-femorale (articolazione dell'anca) e la gleno-omerale (articolazione della spalla propriamente detta).

### Condiloartrosi
Sono ellissoidali uno concavo (cavità glenoidea) e l'altro convesso (condilo) e permettono un movimento angolare su due piani perpendicolari ai due assi dell'ellissoide. Un tipico esempio è l'articolazione temporo-mandibolare. Per precisione l'articolazione temporo mandibolare è una diartrosi doppia formata da due articolazioni sovrapposte con interposto un disco completo che le separa. Sono una superiore (articolazione disco-fossa glenoide) e una inferiore (articolazione disco-condilo).

### A sella
I due corpi sono biassiali concavi e convessi a incastro reciproco e permettono una rotazione assiale. Si chiamano così perché le superfici articolari hanno la forma di una sella di cavallo concava longitudinalmente e convessa trasversalmente, come per esempio l'articolazione fra il trapezio e il primo osso metacarpale. Si può parlare di articolazione a sella anche per l'articolazione femoro-rotulea.

### Ginglimo angolareo troclea
In questo caso, una superficie articolare è a forma di puleggia (una sorta di cilindro scavato trasversalmente al centro da una gola), il cui asse è perpendicolare alla diafisi dell'osso; tale puleggia prende il nome di troclea. L'altra superficie articolare è rappresentata da una incavatura percorsa longitudinalmente da una cresta corrispondente alla gola della troclea. Esempi di tale articolazione sono rappresentati dall'articolazione omero-ulnare e dalla articolazione femoro-tibiale.

### Ginglimo assialeo trocoide
I due capi ossei sono cilindri, uno cavo e uno pieno, con l'asse del cilindro parallelo all'asse longitudinale delle ossa. Il movimento è rotatorio, per esempio le articolazioni prossimale e distale tra radio e ulna e l'articolazione atlantoassiale (o atlo-assiale) mediana tra il dente dell'epistrofeo e un anello osteofibroso formato dall'arco anteriore e dal legamento trasverso dell'atlante.

## Trazione delle articolazioni
Un'articolazione è costituita da due superfici cartilaginee strettamente a contatto, separate da un sottile film di liquido sinoviale, e tenute così dalla capsula, dai legamenti e dalle strutture tendinee che la scavalcano.
Una trazione dell'articolazione può provocare una depressione all'interno di essa in seguito alla quale, per il fenomeno di cavitazione, i gas disciolti nel liquido sinoviale formano una bolla che implode provocando un'onda sonora e un effetto meccanico. Questa è l'ipotesi più diffusa sul fenomeno dello "scrocchio" delle articolazioni, ma non esistono studi su di essa e su un possibile effetto meccanico che potrebbe avere effetti negativi sulle superfici cartilaginee.